# اتاق آبی (کاخ سفید)
اتاق آبی (انگلیسی: Blue Room) یکی از سه اتاق مشهور به اتاق دولت و در طبقه دولت کاخ سفید می‌باشد که محل اقامت و خانهٔ رئیس‌جمهور ایالات متحده آمریکا است. طراحی این اتاق به شکل بیضی است به همین دلیل با سایر اتاق‌های کاخ از دیدگاه طراحی متفاوت است. از این اتاق برای پذیرایی و دریافت خطوط (تماس‌ها) استفاده می‌شود. گاهی برای صرف میان‌وعده‌های مختصر هم از آن استفاده می‌شود. ازدواج رئیس‌جمهور گروور کلیولند با فرانسیس فالسوم کلیولند پرستون بانوی اول کاخ سفید در تاریخ دوم ژوئن ۱۸۸۶ که در این اتاق صورت پذیرفت، تنها مصداق ازدواج یک رئیس‌جمهور و بانوی اول در تاریخ کاخ سفید می‌باشد.
اتاق به شکل سنتی دارای رنگ‌ها و طراحی‌های آبی است که بیانگر اسم منتخب آن می‌باشد. این اتاق به همراه اتاق زرد که در بالای آن قرار دارد و اتاق پذیرایی دیپلماتیک در زیر آن، جزو تنها اتاق‌های بیضی‌شکل کاخ سفید هستند. طراح اصلی این اتاق جیمز هوبان می‌باشد. طراحی دکوراسیون این اتاق همچون اتاق قرمز از کارهای مزون یانسن است. در طول دوران بازسازی و بازطراحی کاخ سفید، جیمز مونرو پنجمین رئیس‌جمهور ایالات متحده، این اتاق را به شکل سبک امپراتوری فرانسه مزین نمود. مارتین ون بیورن نیز در سال ۱۸۳۷ اتاق را مفروش و دیوارها را نیز آراسته به کاغذ دیواری آبی نمود.

## نگارخانه

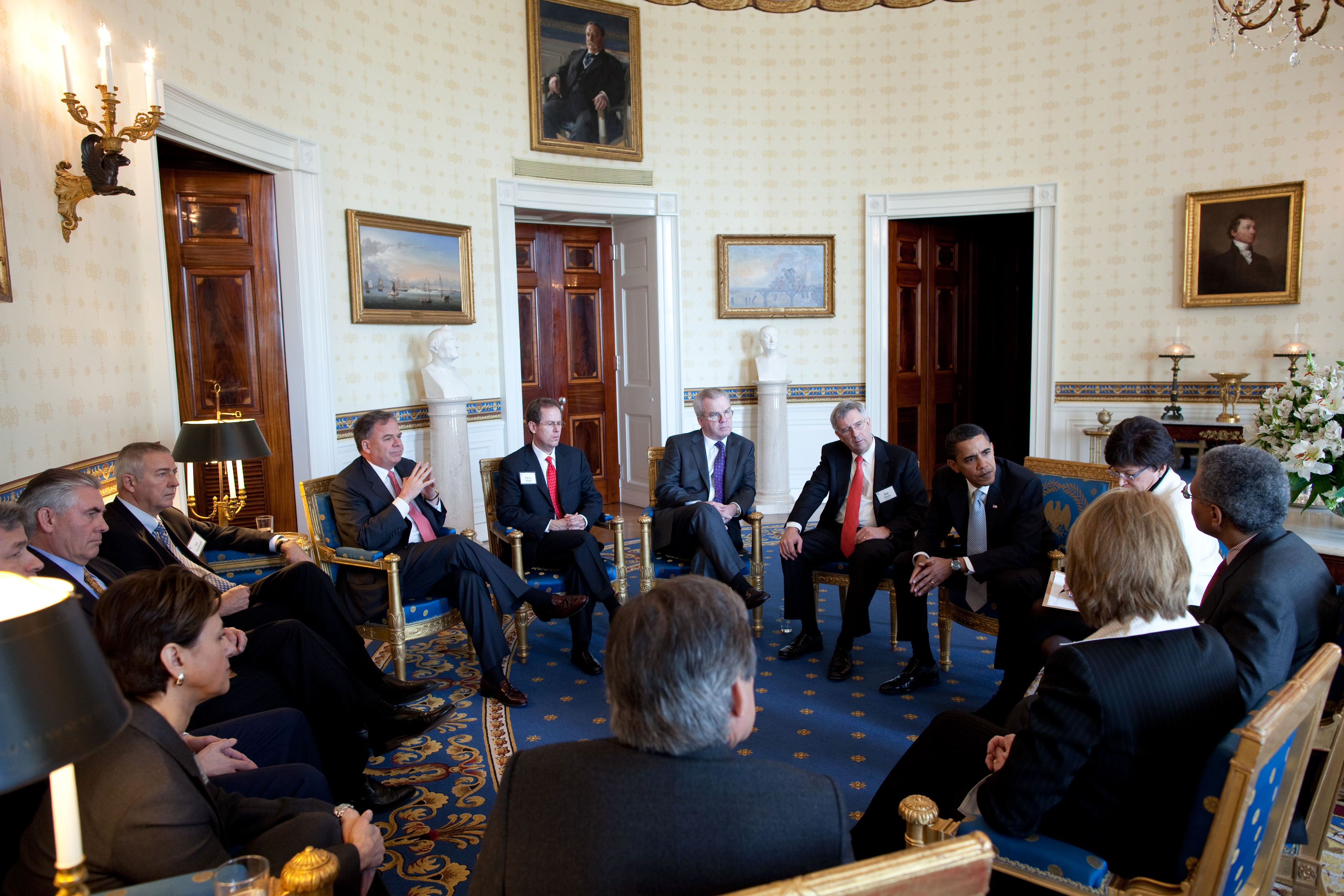
جلسه اقتصادی و کسب و کار با حضور اوباما در اتاق آبی
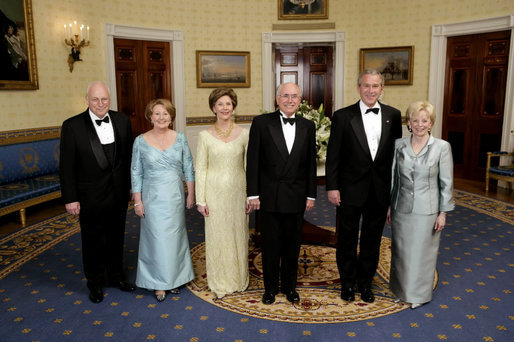
بوش به همراه دیک چنی و جان هاوارد در سال ۲۰۰۶ در اتاق آبی
ریگان و بانوی اول در اتاق آبی به سال ۱۹۸۱
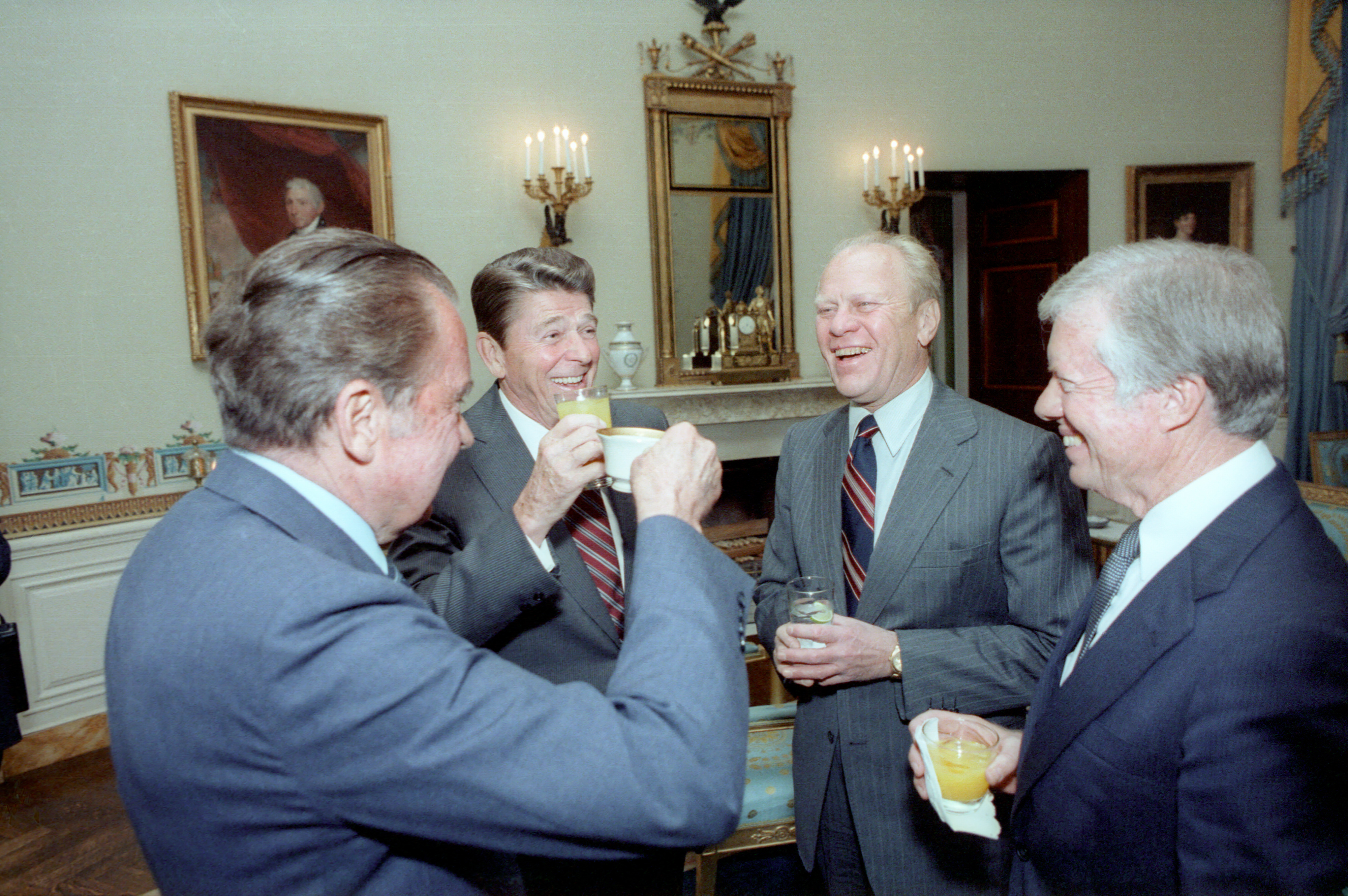
رئیس جمهوران، ریگان، نیکسن، کارتر، فورد به سال ۱۹۸۱ در اتاق آبی